# Dogging (Sexualpraktik)
Dogging ist eine Sexualpraktik und eine Spielart von Exhibitionismus, bei der sich Menschen zum Sex an öffentlichen Plätzen, etwa im Wald oder auf Parkplätzen, treffen.
Der Ausdruck Dogging stammt ursprünglich aus Großbritannien und verbreitet sich heutzutage auch in anderen Ländern. Er kam in den 1970er Jahren auf und bezeichnete damals Voyeure, die mit ihren Hunden im Park spazieren gingen, um Paaren beim Sex im Freien zuzusehen. Später übernahm die Swinger-Szene diese Sexualpraktik. Heute werden solche Sexualakte in der Öffentlichkeit vorab im Internet angekündigt, damit Voyeure das Treiben beobachten können. Damit nehmen an solchen Treffen Exhibitionisten, Voyeure und Swinger teil, die unter dem Begriff Doggers zusammengefasst werden.

## Etymologie
Das englische Verb to dog someone bedeutet „jemanden verfolgen“ oder „jemanden ständig begleiten“. Der Begriff Dogging kam in den 1970er Jahren auf. Nach einer Version wurde der Ausdruck von der britischen Polizei eingeführt, die von ertappten Swingern beim Sex im Freien die Antwort erhielt: „Just walking the dog“ (ich führe nur den Hund aus). Nach einer anderen Version wurden mit diesem Begriff zuerst Voyeure bezeichnet, die Paare beim Sex im Freien beobachteten. Die Swinger-Szene übernahm diesen Begriff später.
Im deutschen Sprachgebrauch ist der Begriff Dogging für sportliches Laufen mit dem Hund üblicher. Discdogging wird als Bezeichnung für Hundefrisbee verwendet.

## Gesellschaftliche Probleme
Unfreiwillige Zeugen von Dogging können sich belästigt fühlen. Der Abfall von nächtlichen Doggers wie Kondome, Flaschen oder Gleitmittel führen zu Beschwerden und zur Befürchtung, dass Parks einen schlechten Ruf bekommen und von Besuchern nicht mehr genutzt werden könnten.

## Gefahren
Nach Einzelberichten besteht bei diesen Aktivitäten die Gefahr der sexuellen Nötigung von Frauen, die bei solchen Treffen in der Minderheit sind, bzw. in Kombination mit Alkohol die Verabreichung von Date-Rape-Drogen.
Nach solchen Berichten wird zudem wenig Wert auf Safer Sex gelegt, was ein gesundheitliches Risiko birgt. Die Teilnehmer können Opfer von Belästigung, Übergriffen, Raub oder Erpressung werden.

## Medizin/Psychologie
Dogging kann als Exhibitionismus und durch die Teilnahme von Voyeuren nach ICD-10 als Störung der sexuellen Präferenz und DSM-5 als Ausdruck einer paraphilen Störung der Sexualpräferenz klassifiziert werden. Jedoch wird diese nicht als gestört, krank oder behandlungsbedürftig angesehen, solange die Praktizierenden weder andere noch sich selbst durch ihre abweichenden sexuellen Bedürfnisse beeinträchtigen oder gefährden.

## Filmische Rezeption
In der britischen Liebeskomödie Dogging: A Love Story (2009) widmet sich die Hauptfigur als Journalist dem Phänomen Dogging zu ausführlichen Recherchezwecken. Regie führte Simon Ellis, die Hauptrolle spielte Luke Treadaway. Auch der Horrorfilm Shrooms – Im Rausch des Todes erklärt und zeigt die Sexualpraxis.